# Mezinárodní letiště Leonarda da Vinciho Řím-Fiumicino
Mezinárodní letiště Leonarda da Vinciho Řím-Fiumicino (italsky: Aeroporto internazionale "Leonardo da Vinci" di Roma - Fiumicino, IATA: FCO, ICAO: LIRF) je mezinárodní letiště na území města Fiumicino v Itálii, obsluhující hlavní město Řím. 
Letiště, které leží od centra italské metropole ve vzdálenosti 34 km, bylo oficiálně otevřeno v roce 1961.  Provoz zde však byl zahájen již o rok dříve. Letiště má čtyři terminály, čtyři ranveje a rozlohu 1660 hektarů. V roce 2018 odbavilo téměř 43 milionů cestujících a je tak jedním z nejrušnějších letišť Evropy. Je leteckou základnou pro společnosti ITA Airways a Vueling a uzlové letiště pro Blue Panorama Airlines, Mistral Air, Neos, Norwegian Air Shuttle a Ryanair.

## Dopravní spojení
Dopravu z letiště do Říma  zajišťuje vlak Leonardo Express, který jede na hlavní římské nádraží Roma Termini. Cesta je dlouhá 37 km a trvá 32 minut. Dalším způsobem cesty do centra je regionální vlak FL lines či autobusy.
Z letiště létají pravidelné linky i do Prahy.